# Jon’Vea Johnson
Jon’Vea J’Qyay Johnson (* 23. Dezember 1995 in Gary, Indiana) ist ein US-amerikanischer American-Football- und Canadian-Football-Spieler. Er spielt auf der Position des Wide Receivers für die Hamilton Tiger-Cats in der Canadian Football League (CFL). Von 2019 bis 2020 stand er bei den Dallas Cowboys, 2021 bei den Chicago Bears aus der National Football League (NFL) unter Vertrag.

## Karriere
Johnson besuchte von 2014 bis 2019 die University of Toledo, wo er für die Toledo Rockets College Football spielte. Nachdem er seine erste Saison als Redshirt ausgesessen hatte, konnte 2015 in zwölf Spielen auflaufen, davon eines von Beginn an. Er fing acht Pässe für 101 Yards. In der Folgesaison fing er 40 Pässe für 773 Yards und zehn Touchdowns, wofür er ins Second-team All-MAC gewählt wurde. 2017 konnte er fünf Touchdowns und 689 Yards bei 42 gefangenen Pässen erzielen. Als Senior fing er 32 Pässe für 660 Yards und neun Touchdowns. Er wurde dafür ins Third-team All-MAC gewählt. Insgesamt fing er 125 Pässe für 2.265 Yards. Die 24 gefangenen Touchdowns waren die viertmeisten der Schulgeschichte.
Nachdem Johnson im NFL Draft 2019 nicht ausgewählt wurde, verpflichteten ihn die Dallas Cowboys. Nach einer Schulterverletzung im letzten Preseasonspiel wurde er auf der Injured Reserve List platziert. Vor dem Start des Training Camps in der Saison 2020 wurde Johnson auf die Reserve/COVID-19-Liste gesetzt. Am 9. August wurde er in den aktiven Kader zurückgeholt. Im Rahmen der finalen Kaderverkleinerung wurde Johnson vor Beginn der Saison 2020 von den Cowboys entlassen. Am Folgetag wurde er in den Practice Squad der Cowboys aufgenommen.
Im März 2021 entließen die Cowboys Johnson. Daraufhin nahmen die Jacksonville Jaguars ihn über die Waiver-Liste unter Vertrag. Am 18. Juni 2021 wurde er entlassen. Ende Juli 2021 nahmen die Chicago Bears Johnson unter Vertrag. Im Rahmen der finalen Kaderverkleinerung wurde er am 31. August 2021 entlassen. Am Folgetag wurde er für den Practice Squad verpflichtet. Anfang November 2021 wurde er entlassen.
Am 8. August 2022 nahmen die Montreal Alouettes Johnson in ihren Practice Roster auf. Zur Saison 2023 nahmen die Hamilton Tiger-Cats Johnson unter Vertrag, wo er jedoch am 3. Juni 2023 im Rahmen der finalen Kaderverkleinerung vor Saisonstart entlassen wurde. Am 15. Juni wurde er wiederverpflichtet, aber bereits nach einer Woche wieder entlassen.

## Persönliches
Johnson ist der Sohn von Jason Johnson, der als Wide Receiver zwischen 1988 und 1991 für die Denver Broncos, New Orleans Saints und Pittsburgh Steelers spielte.